# Mosheim (Tennessee)
Pour les articles homonymes, voir Mosheim.
Mosheim est une municipalité américaine située dans le comté de Greene au Tennessee. Selon le recensement de 2010, Mosheim compte 2 362 habitants et s'étend sur 6,13 milles carrés (15,88 km2).

## Histoire

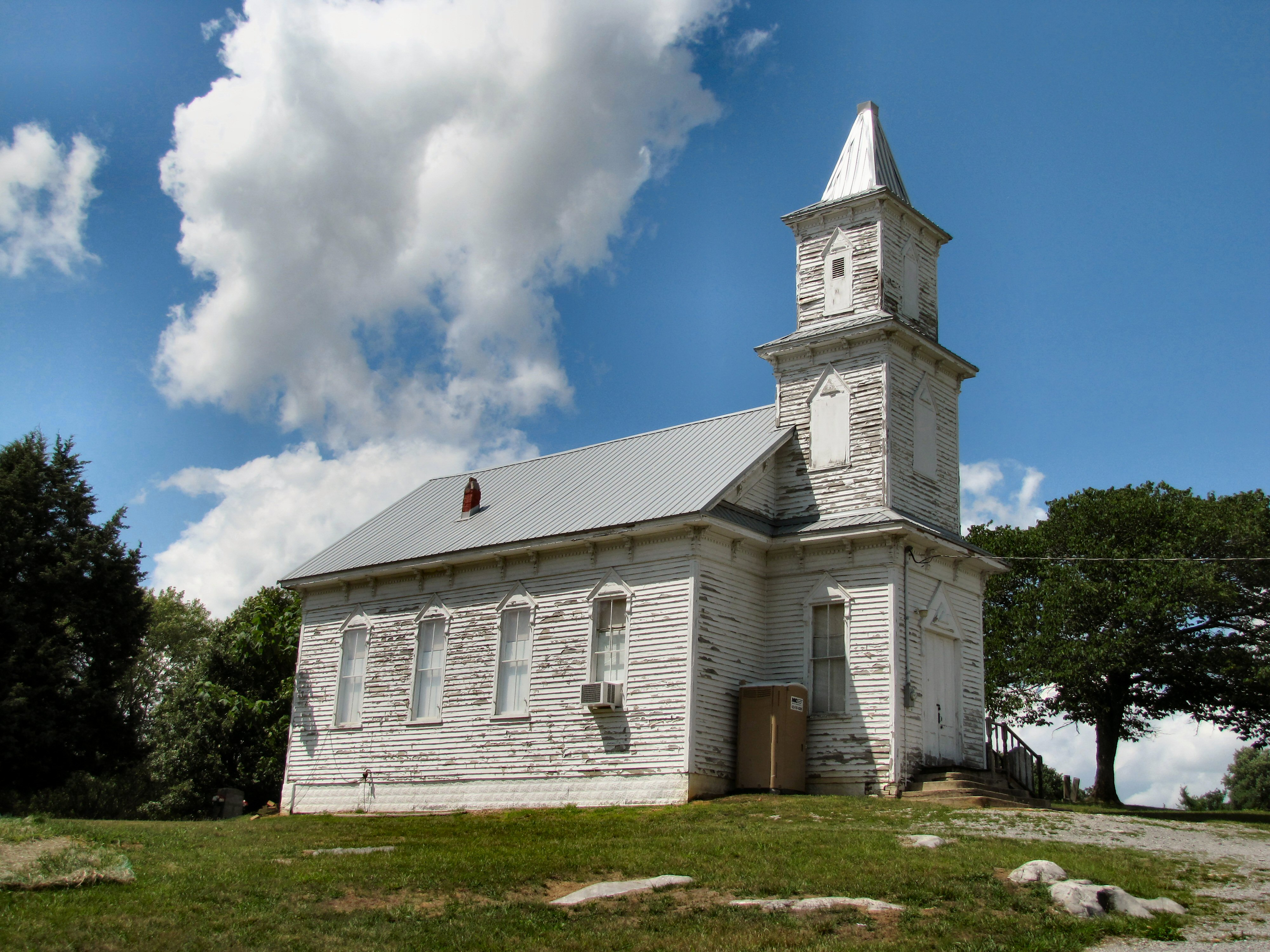
L'église luthérienne de Blue Springs.

La localité est fondée vers 1800 et prend le nom de Blue Springs, d'après une source locale. Durant la guerre de Sécession, s'y déroule la bataille de Blue Springs.
Blue Springs est renommée Mosheim en 1872 lors de la création d'une université luthérienne (Mosheim Institute), nommée en l'honneur du théologien allemand Johann Lorenz von Mosheim. En 1913, le Mosheim College est racheté par le comté et devient un lycée ; le bâtiment est détruit par un incendie dans les années 1920. Mosheim devient une municipalité en 1974.
L'église luthérienne de Blue Springs, construite en 1893, et son cimetière sont inscrits au Registre national des lieux historiques.